# 沈奇勳
沈奇勳（？—1644年），浙江紹興府蕭山縣人，明朝軍事人物。

## 生平
沈奇勳是崇禎十三年（1640年）成進士，獲授惠州守備，改任游擊。漳州流寇攻打惠州，他率領步兵三百人突擊賊人軍營，斬殺不少敵兵，因此被流寇追趕圍攻七日，單人匹馬突出重圍時墮馬而死。巡撫沈猶龍上表他的事蹟，追贈驃騎將軍，兒子沈麟孫蔭襲百戶，妻子倪氏時年二十六，送靈柩回歸以後守節終老。。

## 引用
1. 1 2  乾隆《蕭山縣志·卷二十三·人物一》：沈奇勳，崇正庚辰武科進士，任廣東惠州守備，遷游擊。虔漳寇圍惠城，奇勳率步卒三百人突入賊營，斬獲甚眾，賊走追之。賊復合重兵以圍七日，援絕糧盡，單騎奮擊創甚；墮死，撫按上其狀，贈驃騎將軍，子麟孫蔭百戶，妻倪氏年二十六，扶柩歸守節事。姑父鎮華，乳源知縣，絕食而死；母朱氏同妾董氏咸以完節著聞。